# Alphons Diepenbrock

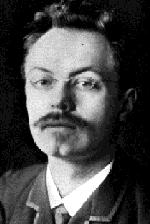
Alphons Diepenbrock

Alphonsus Johannes Maria Diepenbrock (Amsterdam, 2 de setembre de 1862 – 5 d'abril de 1921) va ser un compositor neerlandès.

## Biografia
Alphonsus no va ser un músic amb formació acadèmica. Criat en una pròspera família catòlica, malgrat mostrar la seva capacitat musical de molt infant, l'expectativa era que ingressara a la Universitat en lloc del Conservatori. Així
Pel qual estudià de valent els clàssics en la Universitat d'Amsterdam, guanyant el doctorat cum laude el 1888 amb una tesi en llatí sobre la vida de Sèneca. El mateix any es convertí en mestre, una feina què ocupà fins al 1894, quan prengué la decisió de dedicar-se a la música. Com a compositor fou completament autodidacte.
Creà un estil musical en què, en una forma molt personal, va combinar la polifonia del segle xvi amb el cromatisme wagnerià, als quals va afegir en els seus últims anys el refinament impressionista que trobà en la música de Claude Debussy.
La seua obra, predominantment vocal, es distingeix per l'alta qualitat dels texts utilitzats. A banda dels antics dramaturgs grecs i de la literatura llatina, fou inspirat per, entre d'altres, per Goethe, Novalis, Vondel, Brentano, Hölderlin, Heinrich Heine, Nietzsche, Baudelaire i Verlaine.
Com a director, dirigí moltes obres contemporànies, incloent-hi la Simfonia núm. 4 de Mahler al Concertgebouw, així com obres de Gabriel Fauré i Debussy.
Al llarg de la seva vida, Diepenbrock continuà amb el seu interès en l'àmbit cultural en el sentit més ampli, continuant com a expert en els clàssics i publicant obres sobre literatura, pintura, política, filosofia i religió. De fet durant la seva vida es va infravalorar el seu talent musical. Tot i això, Diepenbrock va ser una figura molt respectada entre els cercles musicals. Contava entre els seus amics amb Mahler, Richard Strauss i Arnold Schönberg.

## Obres
- Missa in die festo 1891
- Te Deum 1897
- Hymne an die Nacht 1899
- Vondels vaart naar Agrippine 1903
- Im Grossen Schweigen 1906
- Die Nacht 1911
- Marsyas 1910
- Gijsbreght van Aemstel 1912
- De Vogels 1917
- Elektra 1920